# Gemini Home Entertainment
Gemini Home Entertainment ist eine Horror-Anthologie-Webserie von Remy Abode, die regelmäßig auf dem gleichnamigen YouTube-Kanal veröffentlicht wird. Sie gilt als grundlegende analoge Horrorserie. Die Hauptserie, auch bekannt als Full Boxset, läuft noch. Weitere Videos wurden seitdem auch im Rahmen der Spin-off-Serie Library veröffentlicht.

## Prämisse
Die Serie spielt in den 1980er und 1990er Jahren und präsentiert sich als eine Sammlung von Ausschnitten von VHS-Kassetten, die von verschiedenen fiktiven Unternehmen produziert und von der gleichnamigen Firma Gemini Home Entertainment vertrieben wurden. Sie verbindet Elemente des kosmischen Horrors, des Surrealismus, des Body Horror und der indianischen Mythologie. Die Ausschnitte erzählen eine übergreifende Geschichte von einer außerirdischen Invasion und einem bevorstehenden apokalyptischen Ereignis.

## Überblick
Die Geschichte wird durch eine Reihe von Clips erzählt, die als VHS-Kassetten präsentiert und von der fiktiven Firma Gemini Home Entertainment vertrieben werden. Die Kassetten sind eine Mischung aus Lehrvideos, Werbespots, öffentlichen Bekanntmachungen und Heimvideos, produziert von verschiedenen fiktiven Firmen wie Regnad Computing, Harbinge Technologies und Optica! Video. Motivation, Moral und Inhalt variieren je nach Firma. Die Videos werden von Lo-Fi-Musik untermalt, die an ähnliche Realvideos erinnert.
Die verschiedenen Episoden sind oberflächlich betrachtet in sich abgeschlossen und behandeln Themen wie Tierwelt, künstliche Intelligenz und das Sonnensystem. Zusammen bilden sie jedoch eine zusammenhängende Erzählung und dokumentieren den bevorstehenden Weltuntergang. Die Handlung von Gemini Home Entertainment dreht sich um außerirdische Invasionen und Parasitenbefall und verbindet Elemente des kosmischen Horrors, des Body Horror und der indianischen Mythologie. Die Serie beinhaltet Bedrohungen wie außerirdische Kreaturen („Woodcrawlers“), die Menschen als „Gefäße“ benutzen, eine fiktive Infektionskrankheit namens „Deep Root Disease“ und eine fiktive Pflanze oder einen Pilz namens „Nature’s Mockery“, der Menschen verstümmelt, mit denen er in Kontakt kommt. Videos beginnen typischerweise banal, bevor Horrorelemente eingebaut werden. Der zentrale Antagonist der Serie ist The Iris, ein empfindungsfähiger Planet oder ein planetenähnliches Wesen, das eine Invasion des Sonnensystems plant und das Leben auf der Erde beeinflusst.

## Folgen
Die Hauptserie von Gemini Home Entertainment begann 2019 und scheint noch zu laufen. Die Folgen wurden später in einer Playlist auf dem offiziellen YouTube-Kanal unter dem Titel Gemini Home Entertainment Full Boxset veröffentlicht. Die Spin-off-Serie Library feierte 2021 auf demselben YouTube-Kanal Premiere. „Library“ enthält kürzere und „geheime“ Episoden, die nicht dem Format der Hauptepisoden folgen und sich auf die Untersuchung einiger der missverstandenen und verwirrenderen Konzepte der Hauptserie konzentrieren.

### Full Boxset (2019–2021)
| Nr. | Titel                        | Unter der Regie von | Geschrieben von | Länge | Veröffentlichungsdatum |
| --- | ---------------------------- | ------------------- | --------------- | ----- | ---------------------- |
| 1 | WORLD'S WEIRDEST ANIMALS     | Remy Abode          | Remy Abode      | 8:09  | 17. November 2019      |
| Dieses Video, das als Pilotfolge dient, ist ein Informationsvideo über verschiedene Tiere im ländlichen Minnesota. Es werden Informationen zu den ersten beiden Tieren (dem Präriehuhn und der Kanincheneule) gegeben, hauptsächlich zu ihren Lebensräumen und ihrem Verhalten. Der Ton ändert sich jedoch deutlich mit dem dritten Tier, dem sogenannten „Woodcrawler“. Laut Video sind sie in ganz Nordamerika verbreitet, ausgezeichnete Jäger und bevorzugen die Häuser großer Familien, wo sich große Schwärme leichter anpassen können. Anschließend werden weitere Informationen präsentiert, darunter Schreie; sie haben ihre Stimmen gestohlen und man solle die Leichen verbrennen, damit sie nicht wieder aufstehen. Es wird gezeigt, wie ein Woodcrawler eine Tür in einem Haus eintritt und sich als Spinne entpuppt. Anschließend wechselt das Video zu Aufnahmen von „Fake People“, Doppelgängern von Menschen, die mit den Ereignissen um die Woodcrawler in Verbindung zu stehen scheinen. Als sich der Kameramann einem Haus nähert, findet er darin eine Gruppe von Fake People vor, die mit einiger Mühe versuchen, menschliches Verhalten nachzuahmen. Nach einiger Zeit bemerkt einer der Fake People den Kameramann und nimmt die Verfolgung auf. Der Kameramann muss fliehen, als das Band endet. |                              |                     |                 |       |                        |
| 2 | STORM SAFETY TIPS            | Remy Abode          | Remy Abode      | 4:38  | 24. November 2019      |
| Dieses von Harbinge Technologies erstellte Video zeigt, wie man sich und seine Familie bei einem schweren Sturm schützen kann. Der erste Abschnitt beschreibt, wie man sich angemessen auf einen Sturm vorbereitet: das Haus verstärken, ein Frühwarnsystem installieren (ein Beispiel davon wird zufällig von Harbinge Technologies verkauft) und einen Sturmschutz bauen. Dieser soll laut Angaben des Unternehmens 5,5 Quadratmeter groß und 3 Meter hoch sein. In seiner Mitte soll eine Aluminiumhalbkugel mit einem Durchmesser von etwa 1,2 bis 1,5 Metern installiert werden, daneben ein Kurzwellenradio. Der zweite Abschnitt fordert den Zuschauer auf, seine Familie während eines Sturms zum Schutzraum zu bringen. Die Anweisungen sind jedoch mit ungewöhnlichen Aussagen durchsetzt, wie z. B. „Ihr Zuhause gehört Ihnen jetzt nicht“ und „Geräusche des Kurzwellenradios zu ignorieren, da es sich um „akustische Halluzinationen“ handelt“. Nach dem Sturm soll der Zuschauer den Schutzraum verlassen und den Zustand seines Hauses beurteilen. Ist das Haus schwer beschädigt, soll er darauf achten, ob sich darin etwas bewegt. Wenn sie ein Signal ihres Frühwarnsystems hören, ist der Sturm vorüber und sie sind in Sicherheit. Sehen sie jedoch in der Ferne „Lichter“, sollten sie sofort in ihren Bunker zurückkehren. Dieses Szenario wird dann durch Aufnahmen von zahlreichen hellen Lichtern auf einem Feld veranschaulicht. Kurz darauf erscheint eine weitere Meldung mit der Aufforderung, „unter Ihren Füßen zu lauschen, wie Sie durch den Boden kriechen“, bevor Aufnahmen eines Albedo-Alarms von Harbinge Technologies gezeigt werden. Das Video endet mit der Nachricht, dass die Zuschauer nun „gut gerüstet sind, um [Sie] und [Ihre Familie] gegen Stürme zu verteidigen“. |                              |                     |                 |       |                        |
| 3 | ARTIFICIAL COMPUTER LEARNING | Remy Abode          | Remy Abode      | 5:03  | 29. Dezember 2019      |
| Dieses von Regnad Computing erstellte Video demonstriert ein neues künstliches Intelligenzsystem, das Kurzgeschichten formatieren kann. Nach einer kurzen Erklärung werden die Kurzgeschichten in drei Versionen präsentiert. Die erste lautet: „Jack sprang über den Fluss / Mary folgt, gemeinsam / Reise, folge dem Geheimnis / Jack, der Fluss, er ist tot (sic).“ Es wird erklärt, dass die grundlegenden Elemente von Mustern und Konsistenz zwar unausgereift, aber dennoch vorhanden sind. Anschließend wird die zweite Version gezeigt, die lautet: „Jack sprang über den Fluss / Mary folgte dicht dahinter / Sie suchen nach dem geheimen Ort / Ich höre dich.“ Die Präsentation erläutert die Weiterentwicklung der vorherigen Version und ermöglicht komplexere Formulierungen und einen zusammenhängenden Erzählstrang. Die dritte Version wird gezeigt und lautet: „Jack sprang über den Fluss / Da geht Mary den Bach hinunter / Der geheime Ort wird uns beschützen / Der Fluss fließt, aber nicht mit Wasser.“ Es wird erklärt, dass diese Version eine Weiterentwicklung der letzten war, leicht von den ursprünglichen Parametern abwich und kritischer dachte. Überraschenderweise wird dann eine vierte Wiederholung gezeigt, die lautet: „Jack hat es wieder gehört / Da ist eine Stimme aus dem All / Jack, siehst du mich / Ich bin zu etwas anderem geworden.“ Die Präsentation gibt keine Erklärung zu dieser Wiederholung. Eine fünfte und letzte Wiederholung folgt, unterlegt mit flüsternder Hintergrundmusik: „Hör auf die silberne Kiste / Die Sterne bewegen sich jetzt / Siehst du das hungrige Auge / Hier bin ich.“ Anschließend wird eine Folie gezeigt, die zwei Himmelskörper zeigt; einer ist viel größer als der andere und fixiert den kleineren mit etwas, das wie ein Auge aussieht. Unten steht, dass der größere „aufmerksam“ und „lebendig“ ist. Die Folie wechselt zu einem scheinbar unbestimmten Energiestrahl, der den kleineren Körper trifft, dem Gliedmaßen und ein Auge ähnlich dem des zuvor gezeigten größeren Körpers wachsen, bevor sie auf Schwarz umschaltet. Die Präsentation endet mit der Nachricht: „Dieses Video sollte Ihnen die Fähigkeiten der künstlichen Intelligenz von Regnad Computing demonstriert haben.“ |                              |                     |                 |       |                        |
| 4 | OUR SOLAR SYSTEM             | Remy Abode          | Remy Abode      | 4:59  | 24. Januar 2020        |
| Dieses Band präsentiert die Himmelskörper des Sonnensystems. Es zeigt zunächst eine Karte mit Sonne, Merkur, Venus, Erde, Mars, Jupiter, Saturn, Uranus, Neptun und Pluto. Zwischen den beiden Planeten ist ein weiterer Planet abgebildet. Zu jedem Planeten werden wichtige Informationen gegeben, allerdings gibt es einige Unstimmigkeiten in den Erklärungen. Die Sonne soll 239 Millionen Kilometer von der Erde entfernt sein (statt der 149 Millionen Kilometer einer AE). Die Erde wird als „einer der wenigen Planeten im Sonnensystem, der Leben beherbergen kann“ bezeichnet. Der Große Rote Fleck auf Jupiter wird ausdrücklich als kein Auge beschrieben. Fast verdeckt durch statische Aufladung ändert sich der Text dahingehend, dass der Fleck eine „offene Wunde“ sei. Saturns Ringe werden als „das Tor“ beschrieben, Neptuns Großer Dunkler Fleck als „die Linse“ und Neptun selbst als „mutiert“. Vor dem Ende von Neptuns Abschnitt beginnt sich der Planet zu drehen, wodurch der Große Dunkle Fleck wie ein sich öffnendes Auge aussieht. Der unbekannte Planet wird dann Iris genannt und als „jetzt bei uns“ und „lachend über uns“ beschrieben. Die Oberfläche der Iris verändert sich abrupt und ähnelt einem Auge. Sie richtet ihren Blick auf den Betrachter, während ein überirdisches Geräusch erklingt. Dann wechselt das Filmmaterial abrupt zu einer Kameraübertragung von Neptun, der einen intensiven blauen Energiestrahl vom Großen Dunklen Fleck in Richtung des inneren Sonnensystems abfeuert. Anschließend wechselt das Band zurück zu einem Abschnitt über Pluto mit der Bemerkung: „Dieser Planet geht nirgendwo hin!“, bevor die Präsentation endet. |                              |                     |                 |       |                        |
| 5 | CAMP INFORMATION VIDEO       | Remy Abode          | Remy Abode      | 5:19  | 3. März 2020           |
| Dieses Video enthält ein Informationsvideo über das Moonlight Acres Camp, das dessen Aktivitäten, Unterkünfte und Mythen vorstellt. Im Laufe des Videos wird deutlich, dass Moonlight Acres zahlreiche außerirdische und paranormale Phänomene beherbergt, darunter Wesen, die als Skinwalker beschrieben werden und den Campingplatz heimsuchen und Besucher jagen, sowie rätselhafte „gut gekleidete Männer“, die mit dem Personal einen Deal über eine nicht näher bezeichnete Gegenleistung für Menschenopfer abgeschlossen haben. |                              |                     |                 |       |                        |
| 6 | LETHAL OMEN COMMERCIAL       | Remy Abode          | Remy Abode      | 6:00  | 10. April 2020         |
| Dieses Band enthält einen Werbespot für das PlayStation-ähnliche Spiel Lethal Omen, das im Moonlight Acres Camp spielt. |                              |                     |                 |       |                        |
| 7 | WILDERNESS SURVIVAL GUIDE    | Remy Abode          | Remy Abode      | 7:20  | 6. Mai 2020            |
| Dieses Video enthält ein Anleitungsvideo zum Überleben in der Wildnis. Es enthält Informationen zu den Vorbereitungen und mitzubringenden Gegenständen sowie zu Tieren und Pflanzen, die man meiden sollte. Eine der vorgestellten Pflanzen trägt den Namen „Nature's Mockery“ – ein Name, der bereits für die Woodcrawler in „World's Weirdest Animals“ verwendet wurde – und soll „Halluzinationen, plötzliche Muskellähmung, Körperentstellungen“ und „Fleischverfall“ verursachen. |                              |                     |                 |       |                        |
| 8 | SLEEP IMAGE VISUALIZER       | Remy Abode          | Remy Abode      | 5:25  | 19. Juni 2020          |
| Dieses Band untersucht den Sleep Image Visualizer, eine neue Technologie von Harbinge Technologies, die Videodarstellungen der Träume einer Person erstellen kann, und zeigt mehrere Beispiele. |                              |                     |                 |       |                        |
| 9 | GAMES FOR KIDS               | Remy Abode          | Remy Abode      | 5:36  | 10. Juli 2020          |
| Dieses Band zeigt mehrere Kinderspiele und enthält Spielanleitungen. Es stellt Verstecken, Fangen, Sardinen und „Füttere den Wald“ vor, ein Ritual, bei dem die Lichter Kinder zu den Holzkriechern locken. |                              |                     |                 |       |                        |
| 10 | ADVANCED MINING VEHICLE      | Remy Abode          | Remy Abode      | 6:50  | 7. August 2020         |
| Dieses Video zeigt den neuen Remote-Operated Compact Tunneller (ROCT), ein fortschrittliches, mit Kameras ausgestattetes Bergbaufahrzeug. Auf seiner Fahrt durch ein Höhlensystem tief in der Erdkruste stößt der ROCT auf einen „Garten“, einen fleischartigen Pflanzenteppich, der von den „Gärtnern“ gepflegt wird, riesigen spinnenartigen Wesen, die dem Ozeanbewohner im Demisia-Tunnel ähneln. Die Gärtner fangen die Maschine ein und fangen sie in der Pflanzenmasse ein. Daraufhin beobachten die Kameras einen Woodcrawler, der aus einem Netzwerk von „Adern“ an den Höhlenwänden hervortritt. Das Fahrzeug schüttelt sich los, fällt aber auf den Boden der Höhle und wird scheinbar zerstört. |                              |                     |                 |       |                        |
| 11 | DEEP ROOT DISEASE            | Remy Abode          | Remy Abode      | 4:44  | 2. Oktober 2020        |
| Dieses Band enthält einen Lehrfilm über die Deep Root Disease, der unter anderem den Krankheitsverlauf und die Diagnose durch Beobachtung und Fragen beschreibt. Die Krankheit wird durch eine „Wurzel“, einen pflanzen- oder pilzähnlichen Erreger, verursacht. Obwohl die titelgebende Krankheit zunächst mit gärtnerischen Begriffen als pflanzenbefallend dargestellt wird, wird schnell klar, dass die Wurzeln obligate Parasiten des Menschen sind und den Körper ihrer Wirte während ihres Wachstums und ihrer Entwicklung mutieren lassen. |                              |                     |                 |       |                        |
| 12 | MONTHLY PROGRESS REPORT      | Remy Abode          | Remy Abode      | 6:38  | 31. Oktober 2020       |
| Dieses Band enthält einen Fortschrittsbericht über die Entwicklung künstlicher Intelligenz seit dem vierten Band und zeigt Entwicklungen in der Computerverarbeitung, der prädiktiven Weiterentwicklung und der künstlichen Intelligenz. Es beginnt mit einer Einführung in „Projekt Infrarot“ und nennt die für die Leitung verantwortliche Crew. Ziel des Projekts sei es, zukünftige technische Ausfälle bei REGNAD zu verhindern und die technologische Weiterentwicklung zu unterstützen. Während der Zuschauer über die Möglichkeiten des Projekts informiert wird, wird ein unbekannter Kunde erwähnt, der REGNAD unterstützt. Anschließend wechselt das Band zu Aufnahmen einer Reihe von Computern, aus denen organische Wurzeln sprießen. Auf den Monitoren wird eine Eingabeaufforderung angezeigt, auf die der Kunde reagieren und die künstliche Intelligenz diese interpretieren soll. Aufnahmen des Auges eines Gärtners werden zusammen mit einer Satellitenanlage gezeigt, die in den Nachthimmel gerichtet ist, vermutlich um den Kunden zu kontaktieren, der vermutlich Iris ist. Die erste Aufforderung lautet „ERDE“, worauf Iris antwortet: „MARY SIEHT DAS TOR STERBEN / SCHLAFENDE WERDEN GANZ GEFRESSEN / DAS GEFÄSS SCHWIMMT IN DEN SCHLUND / DER KIEFER LÖST SICH AUS.“ Die zweite Aufforderung lautet „MONDLICHT“ und bezieht sich auf Moonlight Acres. Iris antwortet: „NEUE DINGE STREIFEN DURCH DIE FUTTERPLÄTZE / DER VORBOTE WÄCHT VERGEBLICH / MARY HÖRT EIN KNALLENDES GERÄUSCH / DAS HUNGRIGE AUGE IST WILLKOMMEN.“ Die letzte Aufforderung lautet „JACK“, worauf Iris viermal „JACK IST JETZT BEI UNS“ wiederholt, bevor sie „JACK IST JETZT WIR“ sagt, was darauf hindeutet, dass Jack Dean mit der Tiefenwurzelkrankheit infiziert ist. Anschließend wird gezeigt, wie die Satellitenanlage in Schatten gehüllt ist. Das Band endet mit der Erklärung von REGNAD, ihren Klienten in sieben Monaten persönlich zu treffen. |                              |                     |                 |       |                        |
| 13 | CHRISTMAS EVE PARTY          | Remy Abode          | Remy Abode      | 4:38  | 26. Dezember 2020      |
| Dieses Band enthält ein Heimvideo einer Weihnachtsfeier im Moonlight Acres Camp. Die Feier wird von einem Skinwalker unterbrochen, was zum Tod mehrerer Menschen und zur Infektion von Barry Johnson, dem stellvertretenden Aktivitätsleiter des Camps, mit der Deep Root Disease führt. |                              |                     |                 |       |                        |
| 14 | HOME INVASION HELP           | Remy Abode          | Remy Abode      | 5:40  | 18. März 2021          |
| Dieses Video enthält Sicherheitstipps und Ratschläge zur Vorbereitung auf einen Einbruch und zum richtigen Verhalten während eines solchen. Es stellt sich jedoch heraus, dass das Video tatsächlich eine Anweisung an die Woodcrawler ist, das Haus des Opfers zu betreten. Die eigentliche Absicht wird geschickt unter dem Vorwand der „Bekämpfung von Einbrüchen“ versteckt. Direkt nach dem Ende des Tutorials wird eine Person gezeigt, die ein Haus betritt. Das Haus scheint „eingedrungen“ zu sein, mit roten, myzelartigen Wucherungen überall; einige scheinen menschenähnliche Formen anzunehmen, was darauf hindeutet, dass es sich tatsächlich um die Überreste der Opfer der Deep Root Disease handelt. Eine Figur hat ein gelbes Auge, das sich der Kamera zuwendet. Gegen Ende des Videos versucht die Person erfolglos, vor einem Woodcrawler zu fliehen. |                              |                     |                 |       |                        |
| 15 | CRUSADER PROBE MISSION       | Remy Abode          | Remy Abode      | 7:00  | 5. Juli 2021           |
| Dieses Band enthält die Dokumentation der Mission Crusader 5, bei der eine Raumsonde die äußeren Planeten und ihre Monde dokumentiert und dabei Jupiter, Saturn und die Iris besucht. Auf ihrer Reise durch das Sonnensystem entdeckt die Sonde zahlreiche anomale Monde, Asteroiden und transneptunische Objekte (darunter die widerlegten hypothetischen Monde Chiron und Themis), und die Ringe des Saturn sind ungewöhnlich schmal. Neptun fehlt auf mysteriöse Weise dort, wo er sein sollte. Nach der Ankunft bei der Iris beobachtet Crusader 5 die fünf Monde des Planeten und reist dann in ihr Inneres. Dort bestätigt sich, dass die Iris nicht nur empfindungsfähig ist, sondern auch direkt für die Existenz der Gärtner, Meeresbewohner, Wurzeln und Holzkriecher verantwortlich ist. Auf ihrer Annäherung an das Bewusstsein der Iris beobachtet sie ein riesiges Netzwerk von Gärten, bevor sie schnell zur Erde zurückgeschickt wird. |                              |                     |                 |       |                        |

| Nr. | Titel | Unter der Regie von                                                                                               | Geschrieben von                                                                                                   | Länge | Veröffentlichungsdatum                                                                                            |
| Die Videos wurden inzwischen von YouTube entfernt, was bedeuten könnte, dass sie nicht mehr Teil des Kanons sind. | Die Videos wurden inzwischen von YouTube entfernt, was bedeuten könnte, dass sie nicht mehr Teil des Kanons sind. | Die Videos wurden inzwischen von YouTube entfernt, was bedeuten könnte, dass sie nicht mehr Teil des Kanons sind. | Die Videos wurden inzwischen von YouTube entfernt, was bedeuten könnte, dass sie nicht mehr Teil des Kanons sind. | Die Videos wurden inzwischen von YouTube entfernt, was bedeuten könnte, dass sie nicht mehr Teil des Kanons sind. | Die Videos wurden inzwischen von YouTube entfernt, was bedeuten könnte, dass sie nicht mehr Teil des Kanons sind. |
| --- | --- | --- | --- | --- | --- |
| 1 | THE DEEP BLUE | Remy Abode | Remy Abode | 4:51 | 6. Dezember 2019                                                                                                  |
| Dieses von der Gyneva Production Company erstellte Video ist ein Informationsvideo über die Tiefsee. Der erste Teil des Videos beschäftigt sich mit dem Leben im Meer, wobei einige Punkte falsch sind, beispielsweise die Behauptung, dass Blauwale oft ganze Fische fressen (ihre Nahrung besteht fast ausschließlich aus Krill, sodass sie keine größeren Lebewesen fressen können) und dass Stachelrochen tödliches Gift in ihrem Schwanz tragen (in diesem Fall würde man es als Gift bezeichnen, das jedoch nicht immer tödlich ist). Der zweite Teil des Videos widmet sich Lebensräumen und erwähnt den Marianengraben (fälschlicherweise mit einem Foto des Great Blue Hole vor der Küste von Belize). Dann beginnt abrupt die Beschreibung des fiktiven Demisia-Tunnels, eines noch tieferen Abschnitts des Grabens. Nach der ominösen Meldung „Im Marianengraben kann nichts leben“ werden Aufnahmen einer riesigen, einem Holzkriecher ähnelnden Kreatur mit einem einzigen leuchtenden Auge gezeigt. Ein unverständliches Geräusch ertönt, während das Filmmaterial heftig zu wackeln beginnt, bevor es zu statischem Rauschen übergeht. | | | | | |

Zusätzlich zu den sechzehn veröffentlichten Episoden hat Abode über seinen Patreon auch zwei abgesetzte Episoden veröffentlicht: „Your Best Self“ (22. Juli 2021) und „Basics of Broadcast“ (17. Mai 2022), obwohl keine der beiden Episoden als kanonisch für die Serie gilt.

### Library (2021–heute)
Darüber hinaus wurde eine weitere Episodenreihe mit dem Titel Library veröffentlicht, die die im Box-Set enthaltenen Überlieferungen um spezifische Informationen zum „Deal“ des Moonlight Acres Family Camps, dem Skinwalker und den Auswirkungen der Deep Root Disease auf einen Menschen erweitert.
| Nr. | Titel            | Regie von  | Geschrieben von | Länge | Veröffentlichungsdatum                                        |
| --- | ---------------- | ---------- | --------------- | ----- | ------------------------------------------------------------- |
| 1 | WRETCHED HANDS   | Remy Abode | Remy Abode      | 3:43  | 24. Dezember 2021 (Original) 2. Januar 2022 (Neu hochgeladen) |
| Das Band beginnt mit der Aufzeichnung eines NOAA-Wetterberichts mit Filmmaterial von einem See in Kanada, datiert auf Heiligabend, etwa „25 Minuten vor dem ersten Angriff“. Im Hintergrund ist kurz eine Explosion zu sehen. Ein Brief von Glenn Arthur, dem Verwalter des Moonlight Acres Camps in den 1930er und 1940er Jahren, vom 3. Mai 1946 wird gezeigt. Darin enthüllt er, dass er seinen Pakt mit den Well-Dressed Men brechen will, indem er anstelle eines Menschen einen Bären opfert, und dass er sich weigert, länger die Marionette der Außerirdischen zu sein. Anschließend wird ein zweiter Brief mit unklarem Datum aus dem Mai 1946 gezeigt, in dem es heißt: „Erbärmliche Hände klopfen an mein Fenster. Die Reißzähne eines Fremden kratzen an den Wänden.“ Es werden Fotos des Skinwalkers gezeigt, die zeigen, dass er durch die Aufnahme von Menschen in seinen Körper zu enormer Größe herangewachsen ist und „jede Ähnlichkeit mit einem Bären verloren hat“. |                  |            |                 |       |                                                               |
| 2 | SHIFTING TENDONS | Remy Abode | Remy Abode      | 6:38  | 2. März 2022                                                  |
| Dieses Video dokumentiert den Verlauf von Barry Johnsons Deep Root Disease. Im Laufe von 59 Tagen wird sein Körper durch die Infektion stetig zersetzt, bis er sich bei lebendigem Leib in eine Masse wuchernder wurzelartiger Strukturen verwandelt und schließlich zu einem Exemplar der Verhöhnung der Natur wird. |                  |            |                 |       |                                                               |
| 3 | OLD BONES        | Remy Abode | Remy Abode      | 5:14  | 9. Juni 2023                                                  |
| Es wird eine Audioaufnahme abgespielt, die die Natur der Deep Root Disease diskutiert. Es wird angedeutet, dass die Krankheit lebendes Gewebe manipulieren und das Fleisch der Betroffenen schrittweise verändern kann, anstatt sie direkt zu töten. Einige kleine Teile scheinen jedoch geschwärzt zu sein. Anschließend werden Auszüge aus Glenn Arthurs Tagebuch gezeigt. Glenns Tagebuch berichtet von seiner Begegnung und seinem letztendlichen Umgang mit den gut gekleideten Männern aus „Camp Information Video“, die er für Engel hält. Eine Zeichnung eines Energiestrahls, der von Neptun ausgeht (ähnlich dem in „Our Solar System“), erscheint als Teil einer „Vision“, die Arthur erhielt. Ein Pakt mit den gut gekleideten Mann wurde 1941 geschlossen und 1946 gebrochen, wie in „Wretched Hands“ beschrieben. Es werden drei neue Versionen der KI von Regnad Computing gezeigt, wobei die dritte andeutet, dass die Opfer des Skinwalkers auch nach der Assimilation durch das Biest bei Bewusstsein bleiben: „ICH BIN NOCH IMMER HIER DRIN / RELIKT DES TAGS DES GLAUBENSLOSEN / VERLÄSST MICH NICHT, IHR SCHLECHTLINGE / ALTER KNOCHEN WÄCHST“. Es werden Stummaufnahmen von Moonlight Acres gezeigt, und das Video endet, nachdem aus der Nähe eines Fensters in einer der Hütten ein menschenähnliches Wesen mit einem verzerrten Körper zu sehen ist – wahrscheinlich Glenn Arthur selbst, der nun in den Körper des Skinwalkers assimiliert ist –, das zu sprechen scheint, bevor es sich schnell entfernt. |                  |            |                 |       |                                                               |

## Videospiel

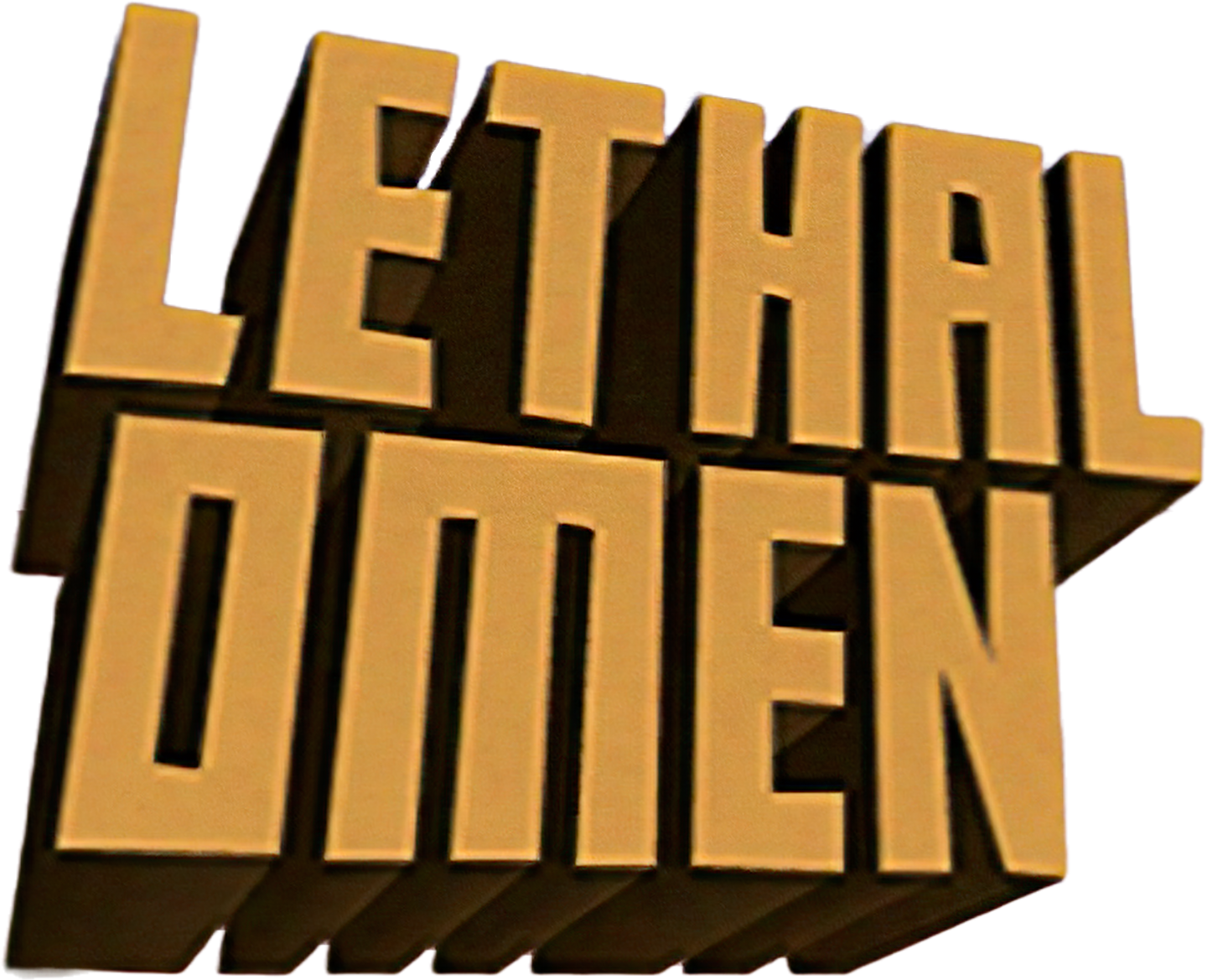
Logo des Spiels

Als Ergänzung zur Serie entstand das Horror-Ego-Shooter-Videospiel „LETHAL OMEN“. Es wurde von Alpine Arts entwickelt und am 22. September 2020 veröffentlicht.
Das Spiel spielt am fiktiven Ort „Moonlight Acres Family Camp“ im Universum. Der Spieler schlüpft in die Rolle eines namenlosen Protagonisten, der nur mit einer Waffe bewaffnet ist, mit der er auf der Karte verstreute Gegner töten kann. Es müssen mehrere Schlüssel gesammelt werden, die verschiedene Enden des Spiels freischalten. Es gibt fünf mögliche Enden.
Das Spiel ist für Windows und macOS verfügbar.

## Entwicklung
Gemini Home Entertainment wurde von einem halbanonymen YouTuber unter dem Pseudonym Remy Abode gegründet. Abode war von der Idee des analogen Horrors begeistert, da das Genre sehr leicht zugänglich war; es war möglich, ganze Kurzfilme zu drehen, ohne selbst Filmmaterial aufnehmen oder Fotos machen zu müssen, und billig produzierte visuelle Effekte konnten unter einer Schicht statischer Störungen verborgen werden. Die Handlung der Serie war hauptsächlich von Creepypastas (Horrorlegenden) im Internet inspiriert, die sich um mythologische Kreaturen wie Wendigos und Skinwalker drehten. Weitere Inspiration kamen von klassischen Science-Fiction-Horrorfilmen wie Alien (1979) und Das Ding aus einer anderen Welt (1982). Eine der Nebenhandlungen von Gemini Home Entertainment dreht sich um einen Campingplatz namens Moonlight Acres; dieser Teil wurde von den neueren Horrorfilmen The Endless (2017) und The Ritual (2017) inspiriert. Abode hat sich dazu entschieden, Jump Scares bei Gemini Home Entertainment weitgehend auszuschließen, da Horror für die Entwickler effektiver ist, wenn er nicht „den Höhepunkt bietet, den ein Jump Scare mit sich bringt“, sondern einfach die Spannung über längere Zeit aufrechterhält.
Die Serie nutzt für einige Außenaufnahmen häufig Archivmaterial, das von kostenlosen Websites wie Pexels heruntergeladen wurde. Insbesondere in späteren Folgen enthält sie aber auch Material, das Abode mit seiner eigenen Kamera aufgenommen hat. Abode verwendete Hitfilm Express, eine kostenlose Videobearbeitungssoftware, um die VHS-Effekte von Gemini Home Entertainment zu erstellen, FL Studio für einige der musikalischen Hinweise und das allgemeine Sounddesign sowie Sketchbook zum Entwerfen und Zeichnen der verschiedenen Kreaturen. Einige der Videos enthalten 3D-Modelle, die von Abodes Freund Swift Animations erstellt wurden. Abode beschrieb die Erstellung der Effekte als einen „wild chaotischen und komplizierten“ Prozess. Fast die gesamte in Gemini Home Entertainment verwendete Musik stammt von alten Musikalben der 1980er und 90er Jahre, typischerweise aus YouTube-Wiedergabelisten.

## Rezeption
Gemini Home Entertainment gilt als eine der kultigsten analogen Horrorserien und wird neben Local 58 allgemein als eines der besten Beispiele des Genres angesehen. Bailee Perkins vom Hyperreal Film Club schrieb in einer Rezension aus dem Jahr 2022, dass Gemini Home Entertainment ihre bisher liebste analoge Horrorserie sei und dass sie großartig geplant und umgesetzt worden sei. Auch Nestor Kok vom F Newsmagazine lobte die Serie im Jahr 2022, nannte sie „ebenso neuartig wie ehrgeizig“ und lobte ihren Horror, der auf wachsender Angst, Unbehagen und einer langsamen Erkenntnis des bevorstehenden Weltuntergangs basiere, anstatt auf Gore und Jump Scares.
Tanner Fox von Screen Rant bezeichnete Gemini Home Entertainment im Jahr 2021 als „fast so berüchtigt wie Local 58“ und fand die Serie „unheimlich authentisch“ und „ein absolutes Muss für alle, die diese Art von Lo-Fi-Horror mögen“. Lacey Womack, ebenfalls von Screen Rant, bewertete Gemini Home Entertainment im Jahr 2022 als „entsetzlich seltsam“, „schwer zu verfolgen“ und als eines der besten videobasierten Alternate Reality Game. Gemini Home Entertainment wurde auch von Alicia Szczesniak von The Post positiv bewertet, die feststellte, dass „der Horror dieser Serie von der Hilflosigkeit herrührt, die die Opfer der Wesen in dieser Serie erfahren“, da in den dargestellten Situationen niemand sicher ist.